# Hōkai Amplifier
Hōkai Amplifier (崩壊アンプリファー, Hōkai anpurifā) je prvi veći EP (extended play) japanskog rock sastava Asian Kung-Fu Generation, objavljen 25. studenog 2002., šest godina nakon osnutka sastava. Album se dva tjedna nalazio na vrhu Highline Records ljestvice, te je zbog uspješnosti ponovno objavljen 23. travnja 2003., ovaj put pod izdavačem Ki/oon Records. Iako se na albumu nije našao nijedan singl, zbog velike popularnosti pjesma Haruka Kanata je postala uvodna pjesma manga serije Naruto.

## Popis pjesama
1. Haruka Kanata (遙か彼方, "Haruka Kanata") – 4:02
2. Rashinban (羅針盤, "Rashinban") – 2:32
3. Konayuki (粉雪, "Konayuki") – 3:46
4. Aono Uta (青の歌, "Aono Uta") – 3:52
5. Sunday (サンデイ, "Sandei") – 4:03
6. 12 – 4:36

## Produkcija
- Asian Kung-Fu Generation - producent
- Masafumi Gotō - vokal, gitara, tekst
- Kensuke Kita - gitara, prateći vokali
- Takahiro Yamada - bas, prateći vokali
- Kiyoshi Ijichi - bubnjevi
- Tohru Takayama - mikser
- Mitsuharu Harada - mastering
- Kenichi Nakamura - snimatelj

## Pozicije na ljestvicama

### Album
| Godina | Ljestvica        | Peak positions |
| ------ | ---------------- | -------------- |
| 2002.  | Highline Records | 1              |
| 2002.  | Oricon Indie     | 35             |